# رحمت أباد (فريمان)
رحمت أباد (بالفارسية: رحمت‌آباد) هي قرية تقع في قسم سنغ بست الريفي في إيران.